# 2016年臺灣
|        | 臺灣歷史 \| 台灣歷史年表 |
| 世纪： | 20世纪臺灣 \| 21世纪臺灣 \| 22世纪臺灣 |
| 年代： | 1980年代臺灣 \| 1990年代臺灣 \| 2000年代臺灣 \| 2010年代臺灣 \| 2020年代臺灣 \| 2030年代臺灣 \| 2040年代臺灣                                           |
| 年份： | 2011年臺灣 \| 2012年臺灣 \| 2013年臺灣 \| 2014年臺灣 \| 2015年臺灣 \| 2016年臺灣 \| 2017年臺灣 \| 2018年臺灣 \| 2019年臺灣 \| 2020年臺灣 \| 2021年臺灣 |
| 纪年： | 丙申年（猴年）、中華民國105年 |

## 政府

### 國家正副元首

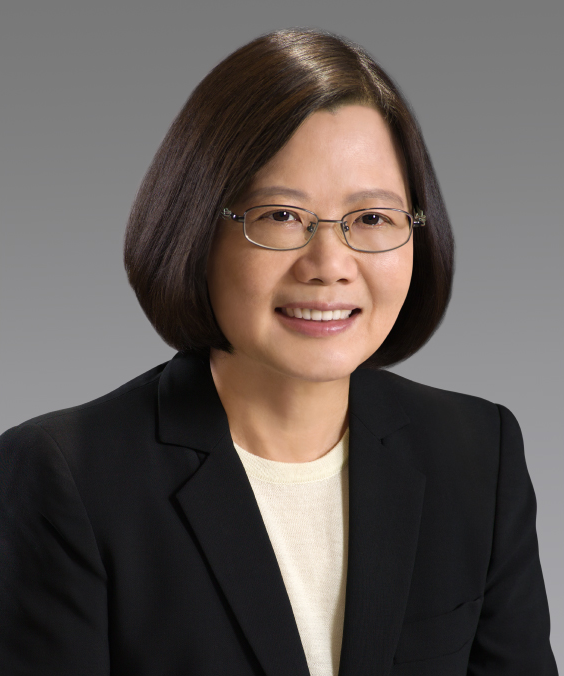
總統：蔡英文
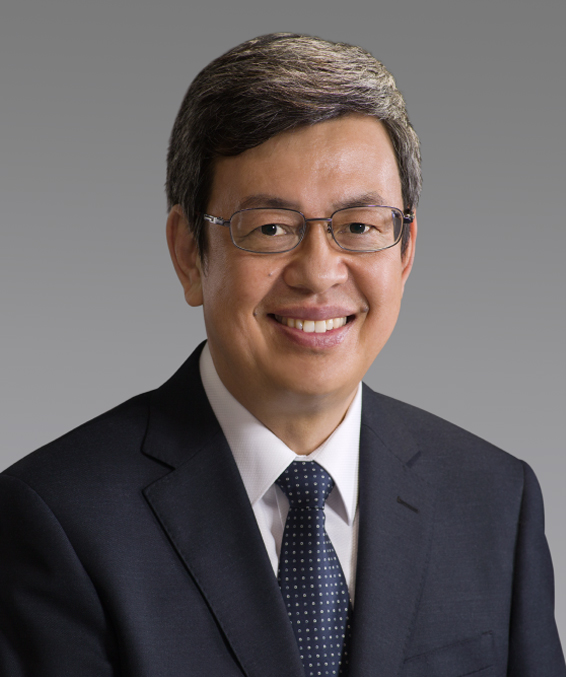
副總統：陳建仁

### 五院首長

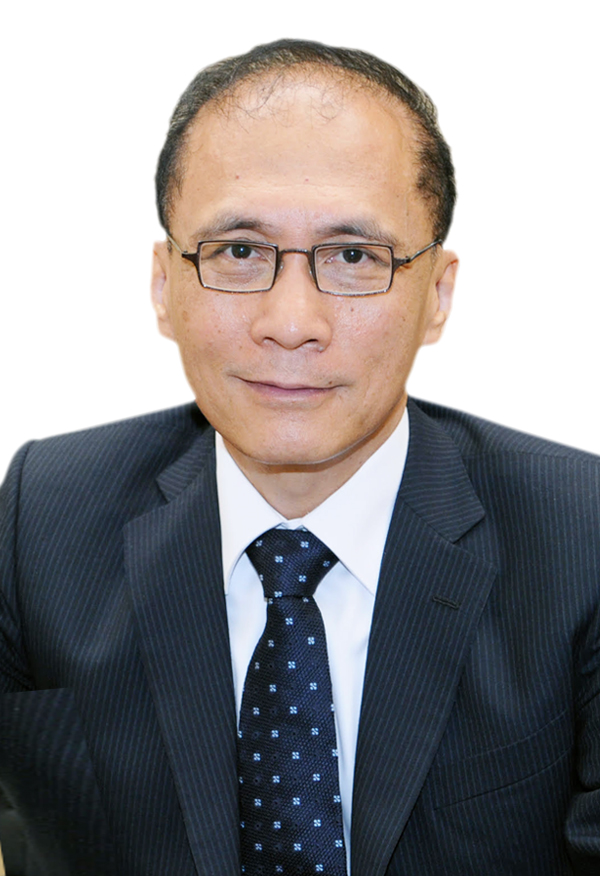
行政院院長：林全
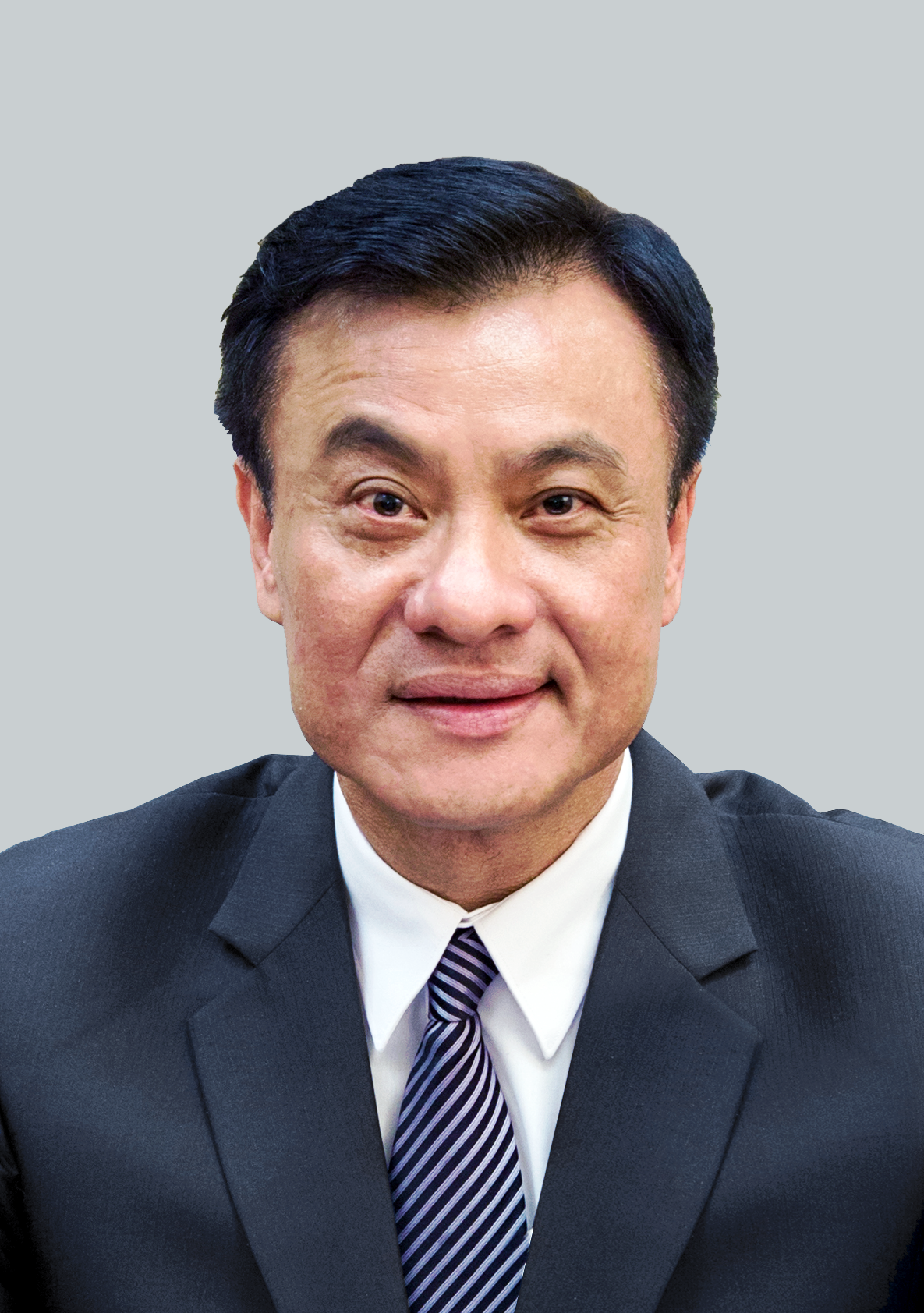
立法院院長：蘇嘉全
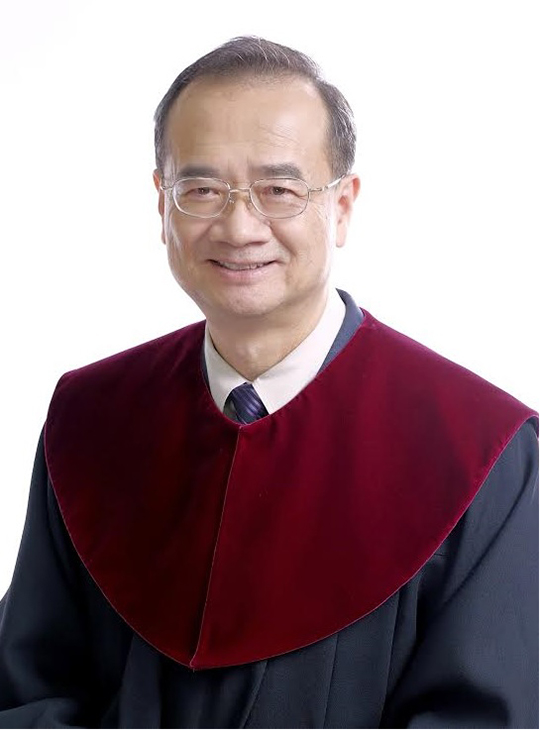
司法院院長：許宗力
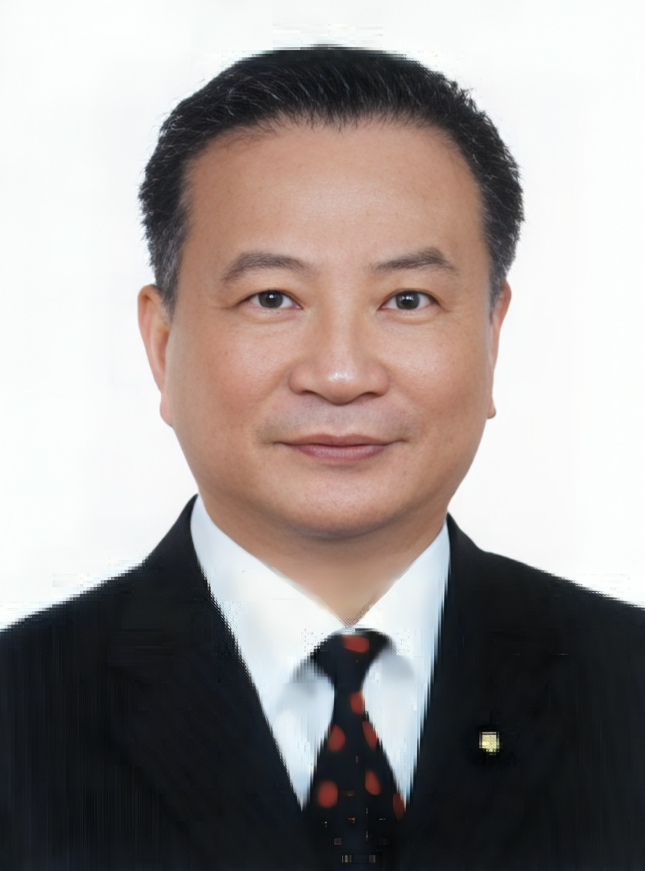
考試院院長：伍錦霖
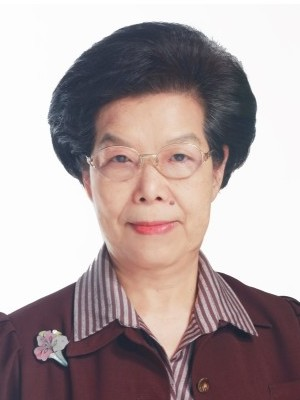
監察院院長：張博雅

### 省政府主席

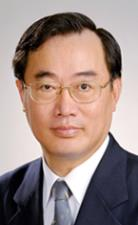
臺灣省政府主席：許璋瑤
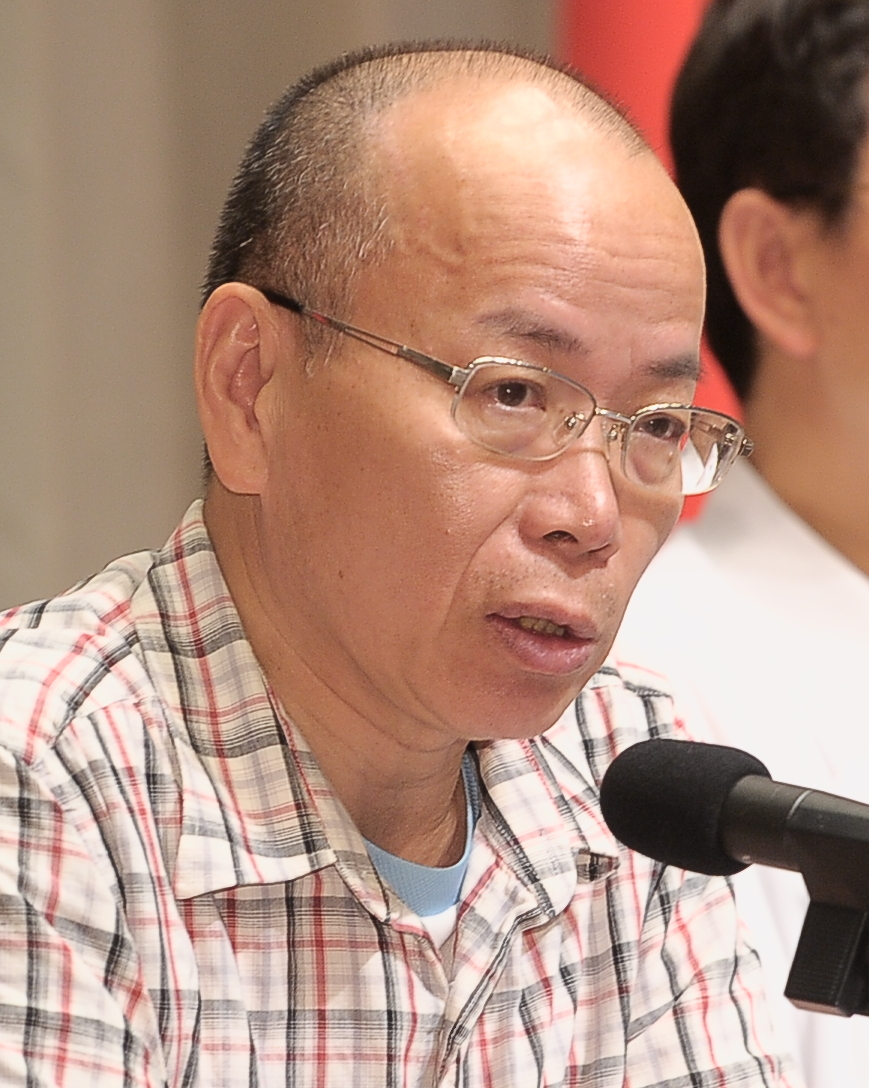
福建省政府主席：張景森

### 成員變動

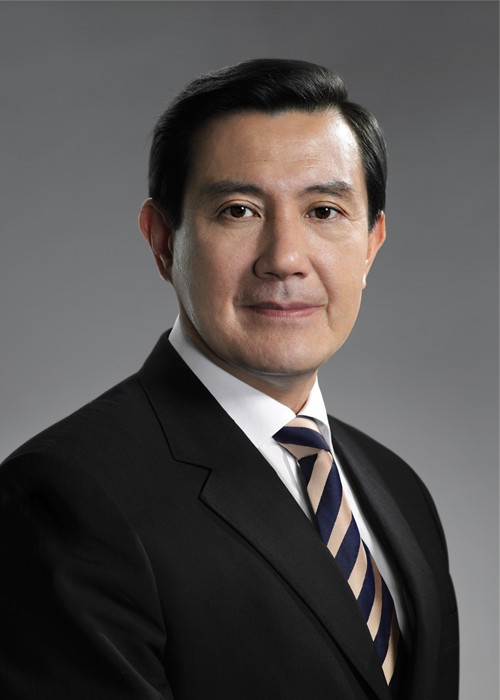
總統：馬英九（任期屆滿）
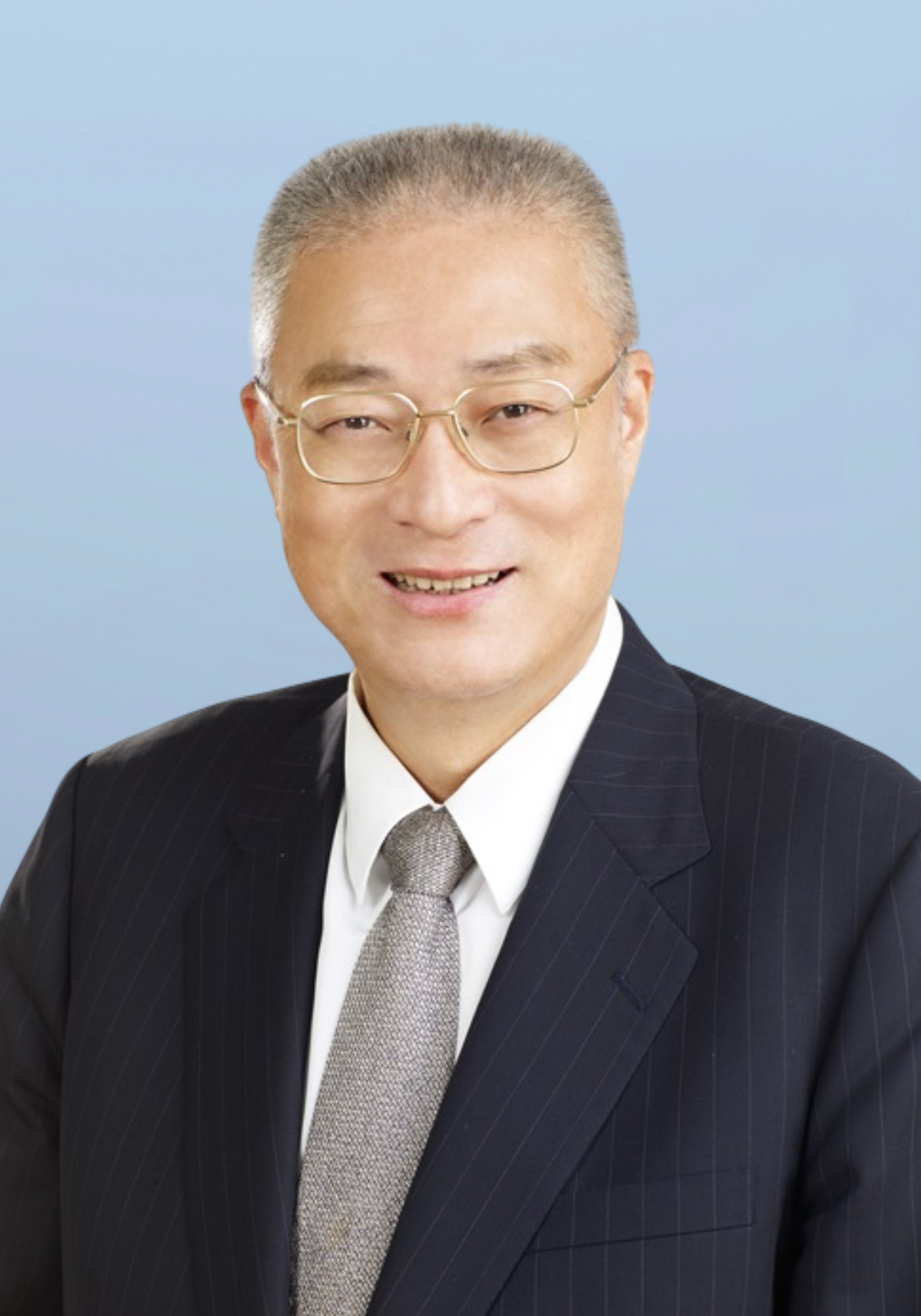
副總統：吳敦義（任期屆滿）
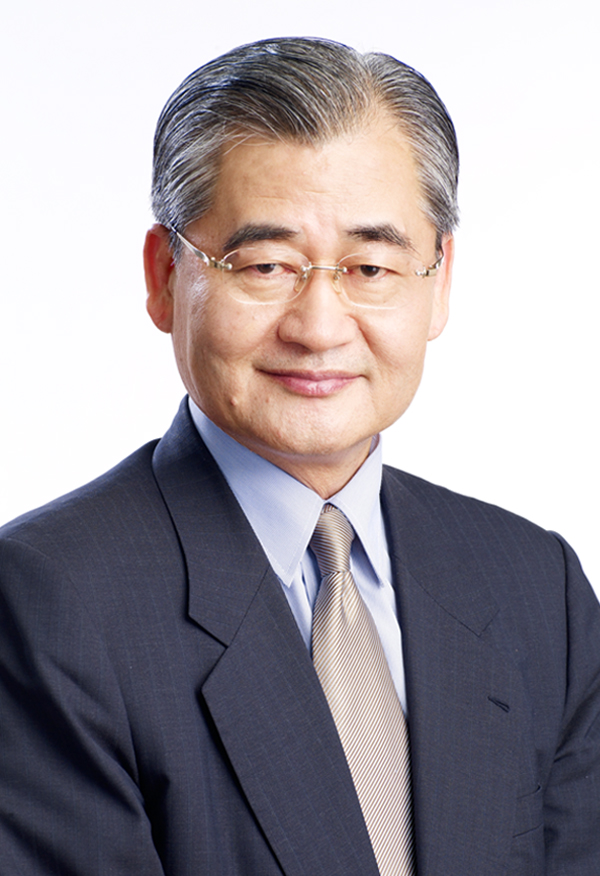
行政院院長：毛治國（內閣總辭）
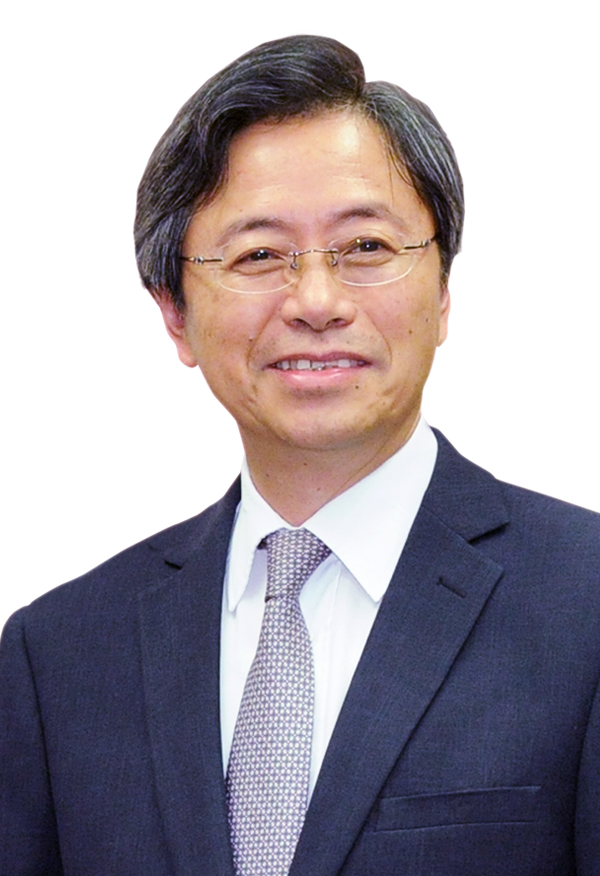
行政院院長：張善政（政黨輪替）
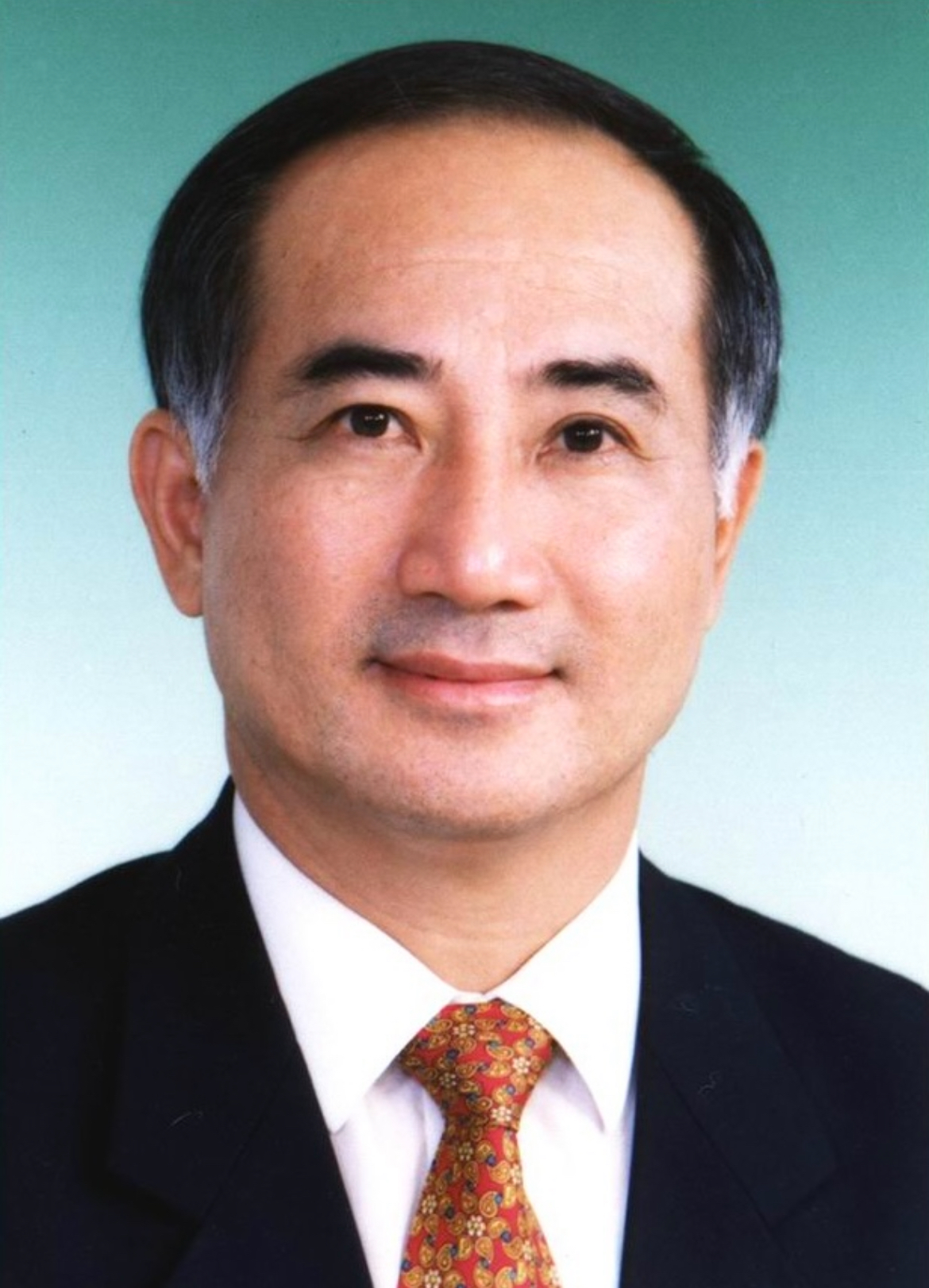
立法院院長：王金平（任期屆滿）
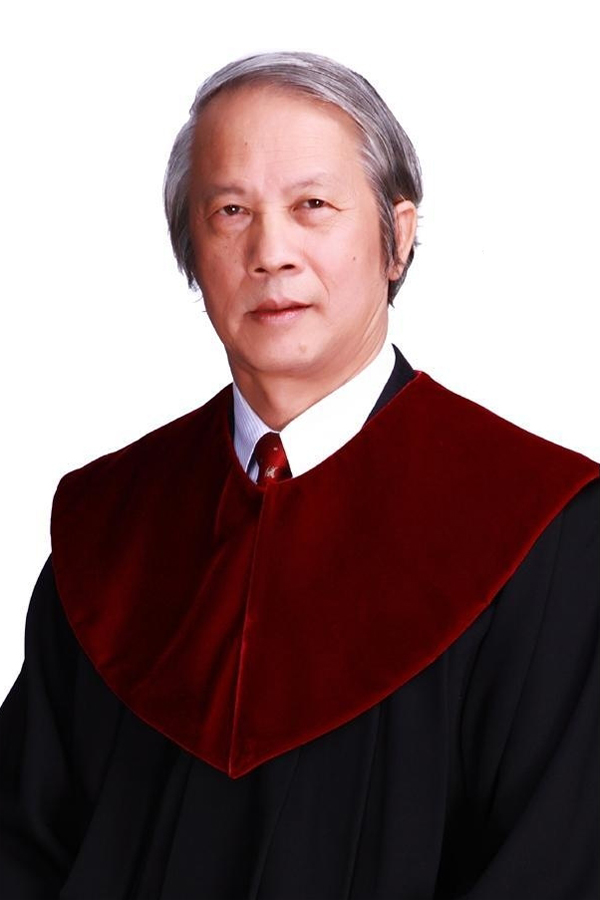
司法院院長：賴浩敏（任期屆滿）
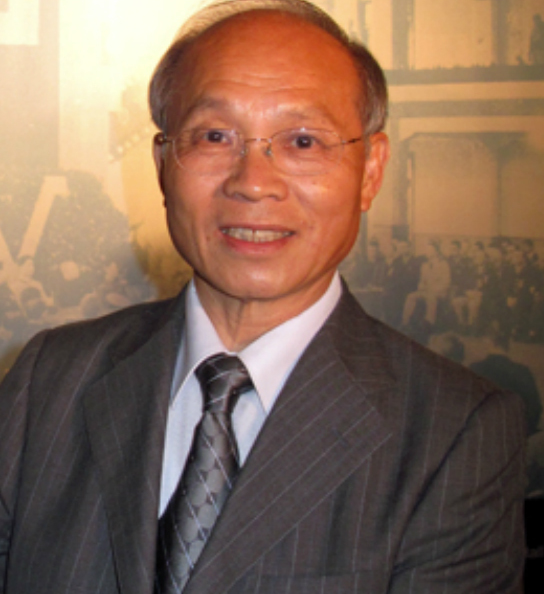
臺灣省政府主席：林政則（政黨輪替）
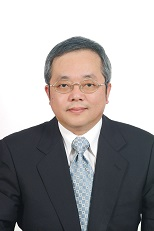
臺灣省政府主席：施俊吉（轉任臺灣證券交易所董事長）
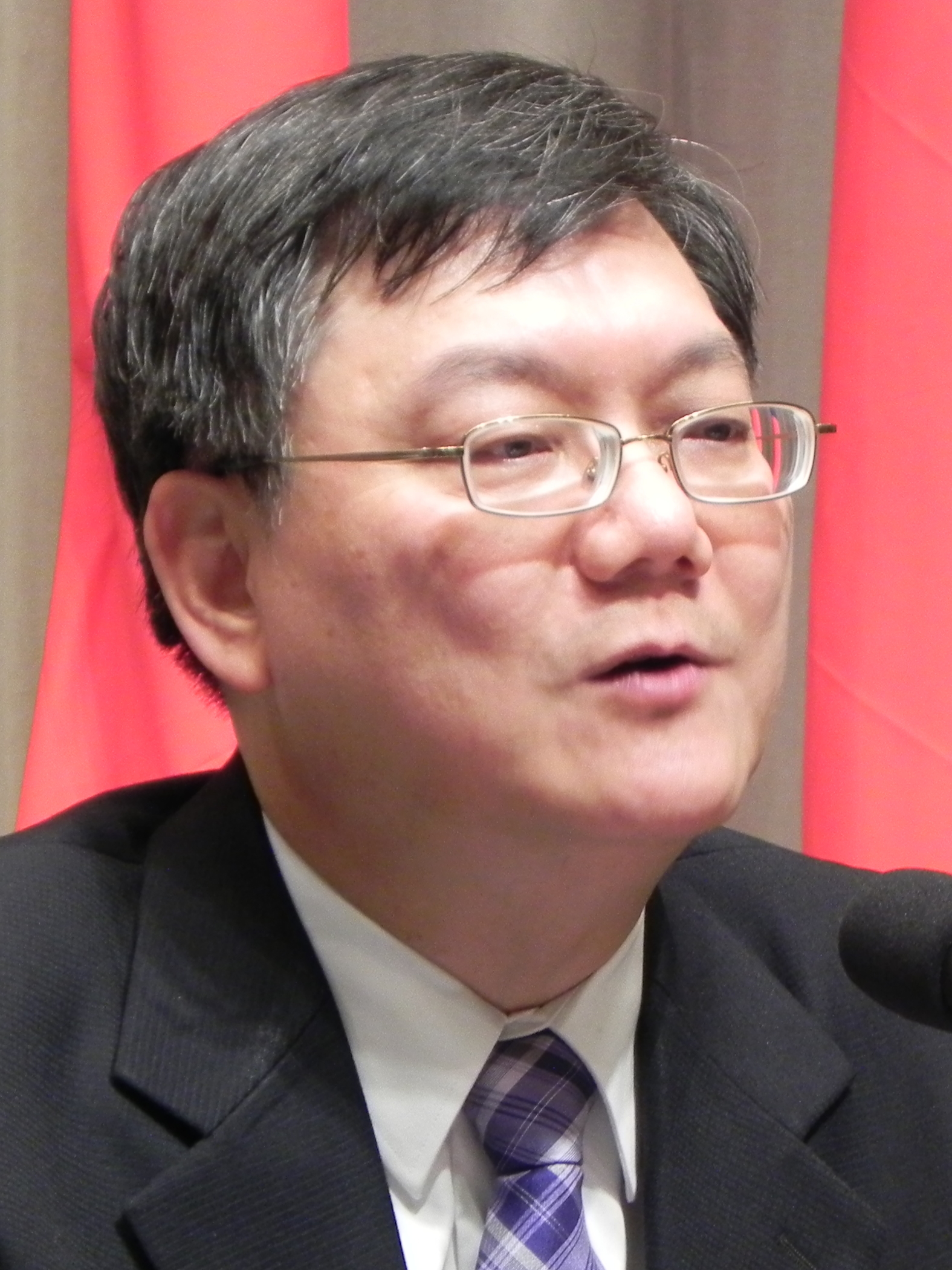
福建省政府主席：杜紫軍（辭職）
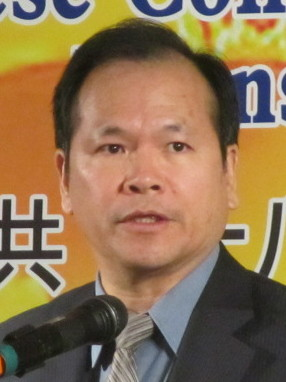
福建省政府主席：林祖嘉（政黨輪替）

## 大事記
2016年臺灣：1月 - 2月 - 3月 - 4月 - 5月 - 6月 - 7月 - 8月 - 9月 - 10月 - 11月 - 12月
※給編輯者：本章節請與Portal:臺灣/新聞動態同步更新，並附上參考資料。

### 1月
- 1月1日，《勞動基準法》及其施行細則修正條文生效，將法定工時上限由雙週84小時減至單週40小時，但同時亦刪減7日之國定假日。[1]
- 1月16日，舉行總統及立委選舉，由民主進步黨籍的蔡英文、陳建仁當選正副總統；立法委員則有民主進步黨、中國國民黨、時代力量、親民黨、無黨團結聯盟五政黨取得席次。[2][3][4][5]
- 1月24日，介於副熱帶與熱帶之間的台灣，這次寒流仍創下多數觀測站2016年入冬以來的最低溫，並造成多處降雪或霰，除海拔不到200公尺的桃園市楊梅區之外，新北市新店區部份低海拔山區亦出現了10公分厚的積雪。而苗栗縣南庄鄉的鹿場部落亦有積雪情形，當地居民表示「活到八十幾歲，從來沒看過鹿場下雪」。陽明山鞍部在此波寒流創下攝氏-3.7度的歷史低溫紀錄

### 2月
- 2月1日，新任立法委員上午宣誓就職，並推選民主進步黨籍的蘇嘉全、蔡其昌分別擔任立法院正副院長。[6][7][8]
- 2月6日，美濃凌晨發生芮氏規模6.6的地震，造成117人死、551人傷、數棟建築受損，災情主要發生在臺南市。[9][10][11]

### 3月
- 3月15日，總統當選人蔡英文宣布由林全組閣，其餘內閣成員至遲於4月確定。[12][13][14]
- 3月18日，臺灣高等法院臺中分院檢察署就鄭性澤案提出五項新事證向臺灣高等法院臺中分院聲請再審，並認定鄭性澤應受無罪判決。[15][16][17][18]
- 3月26日，洪秀柱於中國國民黨主席補選中獲78,829票，以56.16%的得票率勝出。[19][20][21]
- 3月28日，臺北市內湖區上午發生一起隨機殺人事件，造成一名4歲女童死亡。[22][23][24]

### 4月
- 4月8日，中国大陆警方将8名涉嫌电信诈骗的台湾人从肯亚遣送回北京，引发两岸针对管轄權、主权等问题的讨论。[25]
- 4月12日，中华民国外交部表示，近3天共有45名涉电话诈骗的台湾嫌犯被肯尼亚警方遣返至中国大陆，37人因拒绝遣返遭警方强攻。
- 4月16日，马来西亚将20名台籍电话诈骗犯遣返台湾，台湾将这些人全部释放。
- 4月22日，最高法院合議庭以5大理由，維持判定鄭捷為4個死刑定讞。
- 4月25日，屏東琉球籍漁船「東聖吉16號」在沖之鳥礁海域作業時遭到日本公務船扣押。
- 4月28日晚間，桃園7歲女童殺害事件，桃園市兩名通緝犯駕贓車拒警攔查，於倒車逃竄時，殺害一名7歲女童。[26]
- 4月30日，行政院发言人孙立群证实，马来西亚将涉电信诈骗的32名台湾嫌犯遣送至中國大陆，台表示抗议及深切遗憾，行政院长张善政召集法务部、陆委会研商，尽速与中國大陆协商。

### 5月
- 5月3日，因涉及殺警案而曾遭判處死刑的鄭性澤，於臺灣高等法院臺中分院裁定開始再審並停止執行死刑後，獲法院裁定停止羈押。[27][28][29][30]
- 5月3日，行政院表示災防告警細胞廣播訊息系統加入交通部中央氣象局的地震資訊，自即日起開始透過手機提供地震速報與地震報告的訊息，其他土石流警戒、公路封閉等防災訊息將於7月前陸續提供。[31][32]
- 5月10日，法務部午後批准對犯下臺北捷運隨機殺人案的鄭捷執行死刑，並於晚間於法務部矯正署臺北看守所執行完畢。[33][34][35][36]
- 5月14日，舉行第3次國中教育會考
- 5月15日，舉行第3次國中教育會考
- 5月20日，蔡英文及陳建仁上午宣誓就任第14任總統、副總統。[37][38]
- 5月31日，臺灣東北部外海發生芮氏規模7.2的有感地震。[39]

### 6月

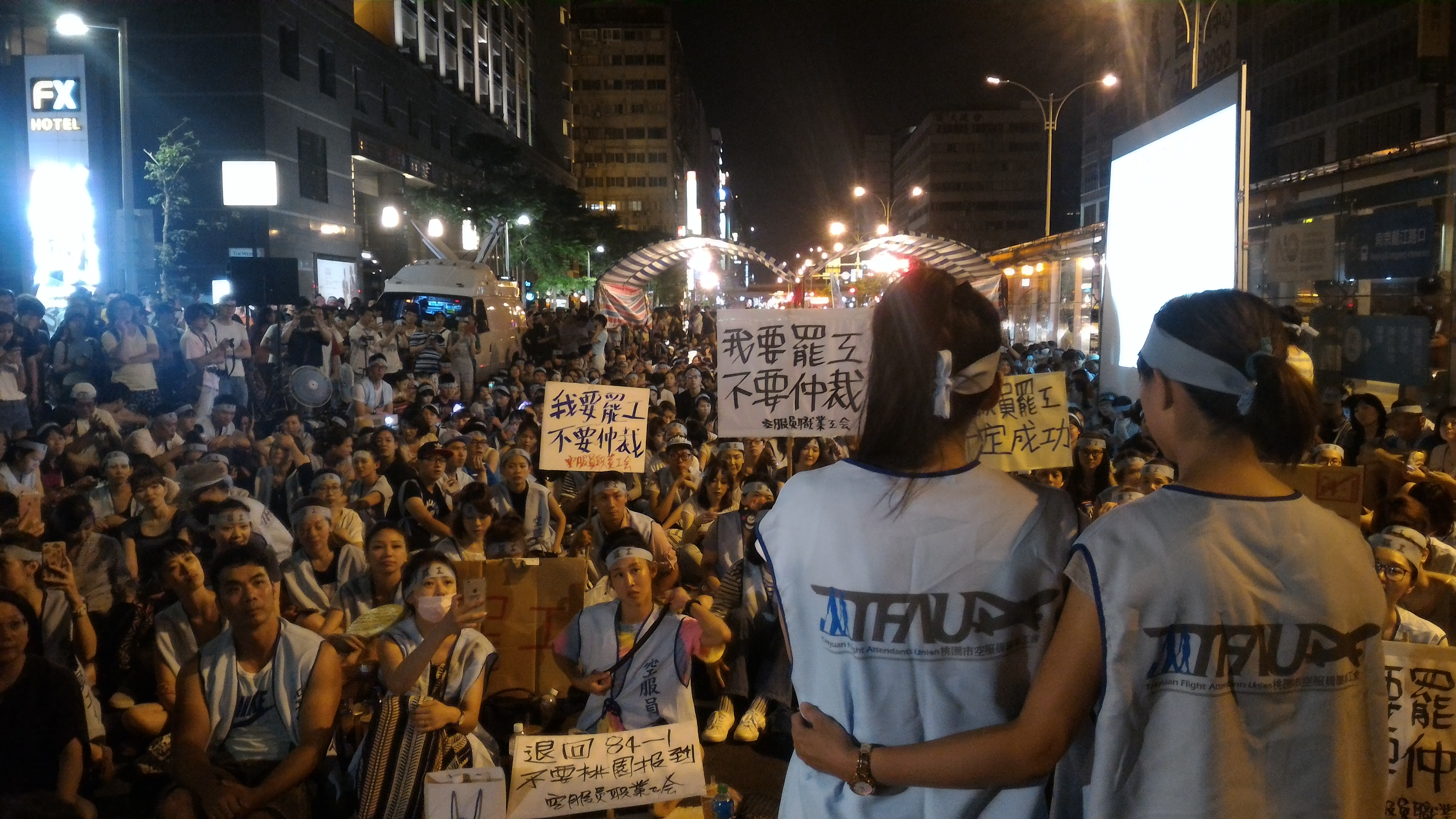
空服員罷工現場

- 6月1日，台北下午2時46分高溫達攝氏38.7度，刷新台北6月歷史高溫紀錄。[40]
- 6月2日，臺灣桃園國際機場發生37年來最大水患，不但對外交通路線因而中斷，卸貨場、地下停車場車輛淹沒水中，建築方面二航廈內水深及腰、並影響機場的電力室供應中斷，糞管爆裂使行李輸送帶卡滿穢物，出入境旅客受困、數百航班受影響，癱瘓長達八小時之久，預估損失約新臺幣五千萬元。[41][42]
- 6月5日，刣牛寮溪因受豪雨影響而暴漲，使新北市坪林區一24人之溯溪旅遊團遭溪水沖散，並造成其中5人死亡。[43][44][45][46]
- 6月21日，桃園市空服員職業工會經十數日的罷工投票後，於本日晚間開票，以2535票同意、9票反對通過罷工提案。[47][48][49][50]
- 6月24日，桃園市空服員職業工會自本日零時開始罷工，後於晚間與中華航空公司就其提出的七項訴求達成協議而結束行動，此次罷工造成中華航空二日共122航班停飛。[51][52][53][54][55]
- 6月24日，柬埔寨政府遣送81名詐騙案嫌犯至中華人民共和國，其中包含25名臺灣人。[56]
- 6月27日，台北於6月份第8次觀測溫度超過37度以上，打破1897年以來紀錄。[57]

### 7月
- 7月1日，海軍金江號巡邏艦上午執行系統檢測時誤射雄風三型反艦飛彈，擊中澎湖外海一漁船並造成1人死亡3人受傷。[58][59][60][61]
- 7月7日，松山車站發生列車爆炸事件，造成25人輕重傷。
- 7月8日，尼伯特颱風侵襲台灣，重創台東市區。[62]
- 7月9日，發生第一銀行盜領案。
- 7月11日，總統蔡英文提名公務員懲戒委員會委員長謝文定、司法院秘書長林錦芳擔任司法院大法官並為正、副院長。[63][64][65][66]
- 7月13日至7月15日，新北市舉辦2016年夏季國際少年運動會，是為中華民國第二次舉辦夏季國際少年運動會。[67]。
- 7月19日，陸客團火燒車案。台灣司機因為性侵導遊被妻兒拋棄而預謀自殺，飲高粱酒壯膽後在駕駛遊覽車往桃園機場途中縱火自焚並拉乘客陪葬，火災導致車禍。[68][69]全員26人燒死，包括大陸遼寧省旅行團24人。[70]
- 7月29日，台北於本年第5天高溫飆到攝氏38度，破120年紀錄。[71]

### 8月
- 8月1日，蔡英文總統代表中華民國政府向台灣原住民道歉。[72]
- 8月1日，妮妲颱風造成台灣偏東風過山沉降氣流，桃園市新屋站11時05分測得氣溫為38.7度，追平了今年台北站在6月1日測得的今年最高溫38.7度。[73]
- 8月8日，中國大陸專機在北京時間清晨4點30分（当地时间7日夜）起飛，將肯亞案5名台灣人全部遣送大陸。[74]
- 8月14日，總統蔡英文撤回提名謝文定、林錦芳擔任司法院大法官並為正、副院長的咨文。[75][76][77][78][79]
- 8月23日，中央氣象局與東森電視合作，自即日起開始透過電視提供地震速報的訊息。[80]
- 8月31日，行政院成立不當黨產處理委員會由民進黨顧立雄作為不當黨產處理委員會主任委員。副主委預計由法務部廉政署副署長洪培根檢察官擔任。後來，顧立雄證實將借調蒙藏委員會研考參事張弘澤擔任不當黨產委員會的主任秘書[81]，並延攬先前遭到開除黨籍的前國民黨文傳會副主任委員兼發言人楊偉中擔任該會的委員職務[82]。

### 9月
- 9月1日，總統蔡英文提名許宗力、蔡烱燉、許志雄、張瓊文、黃瑞明、詹森林、黃昭元等七人擔任司法院大法官，其中許宗力、蔡烱燉二人並為正、副院長。[83][84][85][86]
- 9月7日，78名台湾电信网络诈骗犯罪嫌疑人乘坐中国民航包机被中国公安机关从亚美尼亚遣送至中國人民共和國。
- 9月14日，莫蘭蒂颱風侵襲台灣，當日中心通過恆春半島與中南部近海後向西北，並於15日通過金門，在恆春及金門創下二測站風速紀錄。[87]
- 9月17日，馬勒卡颱風接近台灣東北部外海，為北部及東部帶來風雨。[88]
- 9月27日，梅姬颱風襲台。[89]

### 10月
- 10月6日，台東縣外海晚間23點52分發生芮氏規模6.2的地震，最大震度5級，全臺皆有震感。[90]
- 10月16日，台中鐵路高架化第一階段完工通車，改建成高架車站的豐原車站、潭子車站、太原車站、臺中車站、大慶車站隨之啟用[91]。

### 11月

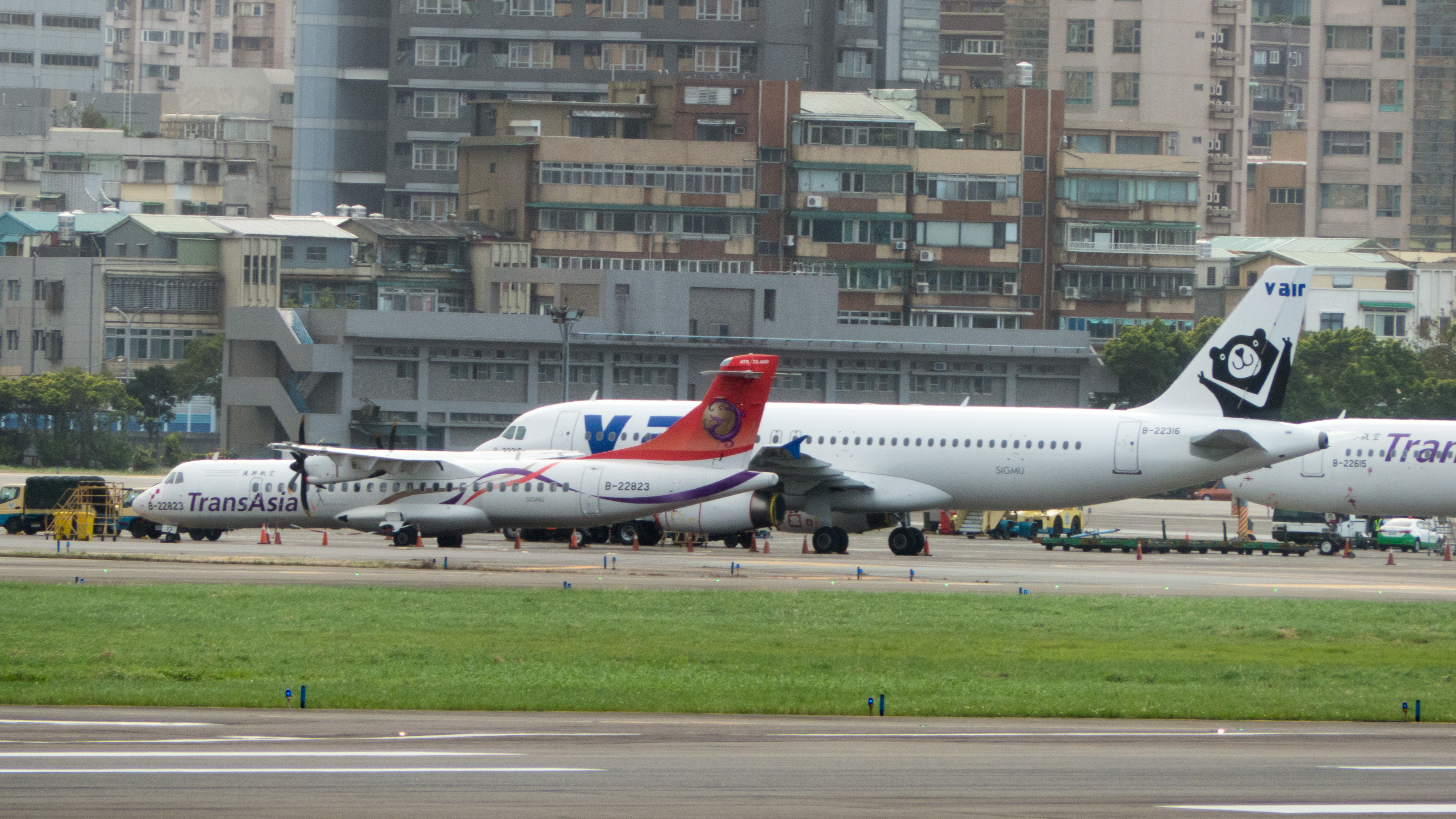
復航宣布停航解散後，停放臺北松山機場的機隊（2016年11月24日）。

- 11月22日，復興航空召開臨時董事會後，達成共識在「全面停航」之後，再發布解散公司之決定。不少復興航空員工都是藉由媒體報導訊息，才知曉自身已失業。金門航空站統計數據顯示，復興航空佔離島航班比例為「金門-台北」航線約10%、「金門-高雄」航線約20%，「金門-澎湖」航線則為興航獨家營運。當停飛，則無他家航空公司可資頂替。[92][93][94]
- 11月24日，臺北市政府正式動工拆除建成圓環，未來將改建為綠地廣場。臺北市長柯文哲受訪表示，「歷史一直在往前走，有些將成為記憶。」[95][96][97]

### 12月
- 12月6日，立法院在民進黨人數優勢下三讀通過《勞動基準法》修正草案，實施一例一休、砍除勞工七天國定假日。同日深夜，工鬥青年產業後備軍、台灣高等教育產業工會青年行動委員會等青年團體突襲中華民國總統官邸，在官邸大門噴漆「砍假總統」、「民主資進黨」抨擊民進黨靠攏資方，並宣告徹底與民進黨決裂[98]。

## 節日與主題
以下列出2016年與臺灣社會相關的重大事件、節日及活動。

### 1月
- 1月1日：元旦，中華民國開國紀念日，台北101跨年煙火表演
- 1月16日：2016年中華民國第14屆總統選舉及2016年中華民國第9屆立法委員選舉合併舉行。
- 1月20日：中小學104學年度第一學期結束
- 1月20日-1月21日:大學學科能力測驗
- 1月21日─2月14日：中小學104學年度寒假

### 2月
- 2月1日：2016第九屆立法院立委就職、立法院正副院長選舉
- 2月7日：除夕
- 2月8日：農曆新年
- 2月9日：回娘家
- 2月11日：迎財神
- 2月14日：西洋情人節
- 2月15日：中小學開學，104學年度第二學期開始
- 2月16日：天公生
- 2月22日：元宵節
- 2月22日─3月6日：桃園2016年臺灣燈會
- 2月28日：和平紀念日

### 3月
- 3月6日：桃園2016年臺灣燈會結束
- 3月8日：婦女節
- 3月12日：植樹節
- 3月14日：白色情人節
- 3月29日：青年節

### 4月
- 4月4日：兒童節
- 4月5日：清明節
- 4月30日-5月1日 : 第16屆四技二專統一入學測驗

### 5月
- 5月1日：勞動節
- 5月8日：母親節
- 5月14、15日：舉行第3次國中教育會考
- 5月20日：中華民國第14任正副總統就職

### 6月
- 6月9日：端午節

### 7月
- 7月1日─7月3日：104學年度指定科目考試
- 7月1日：中小學暑假開始

### 8月
- 8月1日：原住民族日
- 8月8日：父親節
- 8月9日：七夕
- 8月17日：中元節
- 8月29日：中小學105學年度第一學期開學

### 9月
- 9月3日：軍人節
- 9月15日：中秋節
- 9月28日：教師節 ·大寶節

### 10月
- 10月9日：重陽節
- 10月10日：國慶日、國慶煙火
- 10月25日：臺灣光復節

### 11月
- 11月12日：國父誕辰紀念日
- 11月14日：下元節

### 12月
- 12月21日：冬至
- 12月25日：行憲紀念日、聖誕節
- 12月31日：全台各地跨年

## 出生
参见： 2016年出生
- 3月10日——張絡扉：演員。

## 逝世

### 1月
- 1月1日：畢璞，94歲，作家。[99]
- 1月11日：鄭陳桃，94歲，暱稱「小桃阿嬤」，日治時期慰安婦，肺炎。[100]
- 1月13日：馬景賢，83歲，兒童文學作家，演員馬念先之父。[101]
- 1月15日：蔡辰洋，66歲，企業家，國泰集團第二代、寒舍集團創辦人。[102]
- 1月20日：張榮發，90歲，企業家，長榮集團創辦人暨總裁。[103]

### 2月
- 2月6日：孟庭麗，50歲，演員，腦溢血。[104]
- 2月15日：游啟東，81歲，演員。[105]
- 2月17日：劉萬來，87歲，中學教師與譯者。[106]
- 2月20日：洪百慧，39歲，閩南語歌手，癌症。[107]
- 2月20日：王業，83歲，藝術家，流感併發肺炎。[108]
- 2月26日：陸以正，92歲，外交官，曾任駐奧地利、瓜地馬拉及南非等國大使。[109]

### 3月
- 3月3日：齊振一，95歲，資深記者、媒體人，政治家齊世英長子、作家齊邦媛之兄。[110]
- 3月5日：王灝，70歲，草根藝術家、作家、詩人。[111]
- 3月10日：杜潘芳格，90歲，客家詩人。[112]
- 3月12日：劉天健，53歲，音樂製作人，因心臟疾病在北京過世。[113]
- 3月12日：林純純，76歲，前外交部長陳唐山妻子，於美國加州爾灣市家中病逝。[114]
- 3月14日：陳穎，36歲，維基百科帳號「子毓貓」，聯合新聞網運動大聯盟特約作家，中華民國維基媒體協會創始會員之一，腦幹出血。[115]
- 3月17日：林良樂，53歲，歌手。[116]
- 3月18日：龔照勝，61歲，銀行家，首任行政院金融監督管理委員會主任委員。[117]
- 3月27日：莊智仰，39歲，教師，國立台南一中數學老師。[118]
- 3月28日：袁明星，55歲，政治人物，民進黨籍桃園市議員。[119]
- 3月30日：吳桂蘭，96歲，企業家、新光集團創辦人吳火獅遺孀。[120]
- 3月（日期未知）：高清愿，87歲，企業家，統一集團創辦人、前董事長。[121]

### 4月
- 4月1日：梅可望，98歲，教育家，曾任東海大學、中央警官學校等校校長。[122]
- 4月8日：釋惟覺，88歲，宗教家，中台禪寺開山方丈。[123]
- 4月18日：顏世錫，86歲，前內政部警政署署長。[124]

### 5月
- 5月10日：鄭捷，23歲，死刑犯，因犯下2014年臺北捷運隨機殺人案而於20點47分槍決伏法。[125]
- 5月12日：吳美雲，72歲，漢聲雜誌社創辦人之一。[126]
- 5月19日：張光賓，102歲，書法家，行政院文化獎、國家文藝獎得主。[127]
- 5月25日：古金水，56歲，十項全能田徑運動員。[128]
- 5月27日：王又曾，89歲，通緝犯，前力霸企業集團董事長，死於車禍。[129]
- 5月29日：田智宣，56歲，政治人物，民主進步黨籍，曽任第13、第14任花蓮縣議員，第14、15任吉安鄉鄉長。[130]

### 6月
- 6月1日：王瑞，85歲，男演員，曾獲金鐘獎最佳男演員獎、最佳男配角獎與迷你劇集最佳男主角獎。[131]
- 6月14日：貢敏，85歲，劇作家、導演，原名貢宗耀，筆名金聖不嘆，生於南京，國立國光劇團首任藝術總監。[132]
- 6月27日：賴俊祥，46歲，生物學家，失足墜崖。[133]

### 7月
- 7月5日：劉銓忠，74歲，政治人物，中國國民黨籍，曾任第4、5、6、7屆立法委員。[134]
- 7月9日：白明華，85歲，演員，2010年以公視《三十秒過後》入圍金鐘獎迷你劇集最佳女配角獎。《鳥來伯與十三姨》為其代表作。[135]
- 7月10日：張杰，95歲，台灣畫家，以畫荷花著名。[136]
- 7月17日：宮能慧，44歲，筆名宮鈴、胡同台妹，台灣記者與作家，抑鬱症。[137]
- 7月21日：王俠，原名王振釗，86歲，台灣、香港資深演員。歌手王傑的父親。因胰臟癌病逝於台北。[138]
- 7月27日：林國華，81歲，台灣政治人物，曾任立法委員、農業委員會副主委，台灣農民運動先驅。[139]

### 8月
- 8月4日：徐三泰，33歲，台灣企業家，溺水。[140]
- 8月6日：周聯華，96歲，台灣神學家，心臟不適。[141]
- 8月9日：王拓，72歲，台灣作家、政治人物，曾任立法委員。[142]
- 8月12日：許再枝，95歲，台灣醫生。第24屆醫療奉獻獎得主。[143]
- 8月22日：顧正秋，87歲，台灣京劇表演家，以青衣角色著名。梅蘭芳之徒。[144]
- 8月27日：楊南郡，85歲，台灣作家、登山家、古道研究者。[145]

### 9月
- 9月7日：李棠華，91歲，台灣雜技大師。[146]
- 9月10日：黃義雄，80歲，台灣資深電視節目製作人。[147]
- 9月12日：唐啟明，80歲，前台北市政府新聞處長。（遺體發現日期）[148]
- 9月23日：楊忠民，71歲，台灣資深演員，在古裝劇《保鑣》中飾演「歐陽無敵」而為人所知。[149]
- 9月28日：王萊，89歲，華人女演員，曾榮獲四座金馬獎最佳女配角獎。[150]

### 10月
- 10月1日：邱俊榮，85歲，和成集團總裁。[151]
- 10月2日：林南生，64歲，前立法委員。[152]
- 10月8日：郭金發，72歲，台語流行音樂男歌手。[153]
- 10月11日：莊奴，95歲，臺灣作詞家，以歌曲《小城故事》、《甜蜜蜜》成名。[154]
- 10月16日：畢安生，67歲，國立臺灣大學教授，長期在教授法語與法國文學。[155]
- 10月17日：賀軍政，62歲，台灣演員，膀胱癌。[156]

### 11月
- 11月4日：陳明慧，31歲，桃園市政府警察局大埔派出所女警員，因取締酒駕勤務致車禍重度昏迷，急救無效。[157][158]
- 11月8日：何志欽，64歲，國立臺北大學校長，曾任中華民國財政部部長等職。[159]
- 11月10日：郭正利，59歲，臺灣企業家、天喜旅行社總裁。[160]
- 11月10日：李新凱，86歲，嘉義市東區精忠國民小學退休美術教師，與中共中央總書記習近平的夫人彭麗媛為「甥舅」關係。[161][162]
- 11月18日：劉松藩，86歲，前中華民國立委、立法院長。[163]
- 11月22日：陳映真，79歲，臺灣文學作家。[164]
- 11月26日：張姚宏影，95歲，臺灣女性企業家、日月光集團創辦人，日月光董事長張虔生母親。[165]
- 11月27日：劉振南，37歲，臺灣電視劇新銳導演，知名作品《藥笑24小時》，意外身亡。[166][167][168]
- 11月28日：阮美姝，88歲，台灣人，228事件受難者家屬。[169]
- 11月29日：王忠輝，51歲，高雄市政府警察局旗山分局偵查隊小隊長，心肌梗塞。[170]
- 11月30日：薇薇安，43歲，本名陳佳瑛，臺灣星座專家，病逝。[171]
- 11月30日：彭長貴，97岁，台灣左宗棠雞創始人，「彭園」創辦人。[172]

### 12月
- 12月2日：萬重山，80歲，本名孫孝文，臺灣演員，曾參與演出膾炙人口的電影《龍門客棧》，病逝。[173]
- 12月24日：陳俊良，74歲，本名陳俊雄，台灣資深電影、電視導演，食道癌。[174]